# Episparis devallia
Episparis devallia är en fjärilsart som beskrevs av Felder 1874. Episparis devallia ingår i släktet Episparis och familjen nattflyn. Inga underarter finns listade i Catalogue of Life.